# クルジュ県
| 県章 クルジュ県の位置 |                     |
| 地域                  | 北西地域            |
| 歴史的な地域          | トランシルヴァニア  |
| 県都                  | クルジュ＝ナポカ    |
| 面積                  | 6,674km²            |
| 人口                  | 679,141人（2021年） |
| 人口密度              | 100人/km²           |
| ISO 3166-2            | RO-CJ               |

クルジュ県（クルジュけん、Județul Cluj）は、ルーマニアのトランシルヴァニア地方にある県（ジュデツ）。県都は、クルジュ＝ナポカ。
第一次世界大戦前のハンガリー時代において、コロジュ (Kolozs) とソルノク・ドボカ (Szolnok-Doboka) と呼ばれていた2つの行政区域を併せた領域に、ほぼ相当する。
2021年の国勢調査によると、人口は679,141人。民族構成はルーマニア人が488,212人、マジャル人が78,455人、ロマ人が17,802人など。

## 地理
東はビストリツァ＝ナサウド県とムレシュ県、西はビホル県、北はマラムレシュ県とサラージュ県、南はアルバ県に接する。
面積の3分の1は山地で、県の南西部はアプセニ山地に属し標高1800mに達する。北部はトランシルヴァニア平野で丘陵と谷が連なる。

## 経済
ルーマニアで経済がもっとも発展している地域の一つで、外国からの投資が多い。クルジュ＝ナポカはIT産業や金融の中心である。そのほかの産業には、機械部品、木材加工、ガラス、製薬・化粧品、食品、繊維がある。鉱業や天然ガスの生産もある。

## 観光
- クルジュ＝ナポカ市
- アプセニ山脈（ルーマニア語版、英語版）、特にマーレ洞窟（ルーマニア語版）、ピアトラ・ポノルルイ洞窟（ルーマニア語版）、ヴルフノス洞窟（ルーマニア語版）などの洞穴
- トゥルダ・デジュ・ゲルラの歴史的な町、ボローガ要塞（ルーマニア語版）・ダバカ要塞（ルーマニア語版）・ボンツィダ（ルーマニア語版、英語版）のバンフィ城（ルーマニア語版、英語版）などの史跡
- 改革派教会（ルーマニア語版）
- ニクラ修道院（ルーマニア語版）
- サリーナ・トゥルダ（ルーマニア語版）

## 行政区画
県は5つの都市、1つの町、74の基礎自治体からなる。

### 主な都市
- クルジュ＝ナポカ
- トゥルダ
- デジ - ハンガリー時代はソルノク・ドボカ県の中心都市。
- クンピャ・トゥルジイ
- ゲルラ